# Asteriscium fimbriatum
Asteriscium fimbriatum är en flockblommig växtart som beskrevs av Carlos Luis Spegazzini. Asteriscium fimbriatum ingår i släktet Asteriscium och familjen flockblommiga växter. Inga underarter finns listade i Catalogue of Life.